# Theophil Georgi

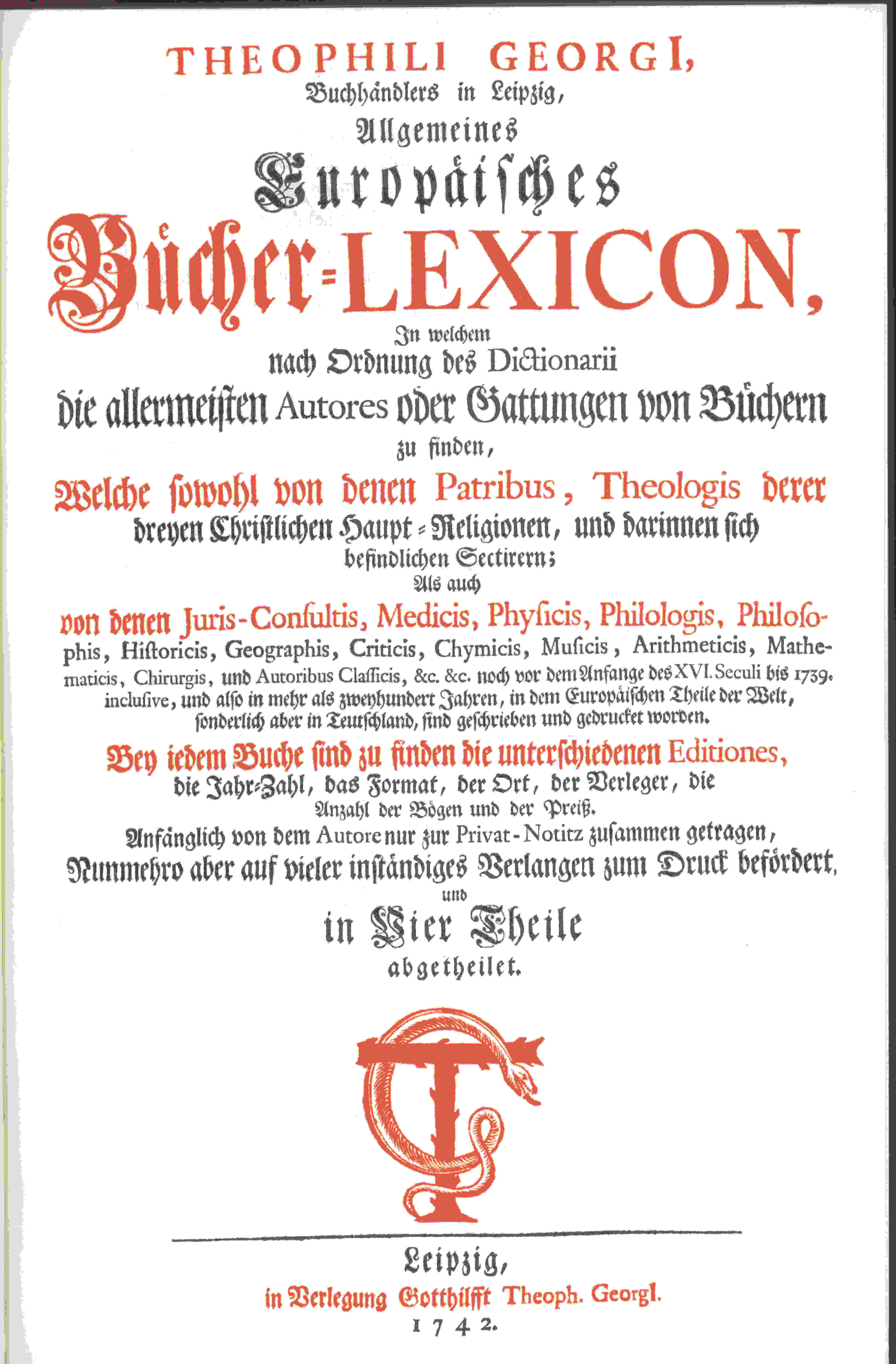
Titelseite des Allgemeinen europäischen Bücher-Lexicons, 1742

Theophil Georgi (* 19. April 1674 in Eibenstock; † 8. Juni 1762 in Leipzig) war ein deutscher Buchhändler, Verleger und Bibliograph.
Der aus dem Erzgebirge stammende Georgi absolvierte seine Lehre bei der Cotta’schen Verlagsbuchhandlung und erwarb 1705 das Bürgerrecht in der Messestadt Leipzig, wo er schon bald einen eigenen Verlag gründete, in dem er unter anderem die erste umfassende buchhändlerische Bibliographie herausgab.  
Das Werk: Allgemeines europäisches Bücher-Lexicon, in welchem ... die allermeisten Autores oder Gattungen von Büchern zu finden, welche ... noch vor dem Anfange des 16. Seculi bis 1739 incl. ... in dem europäischen Theile der Welt, sonderlich aber in Teutschland, sind geschrieben und gedrucket worden ... erschien in fünf Bänden und wurde bis 1758 mit drei Supplementbänden erweitert. Insgesamt sind etwa 120.000 Titel in deutscher, lateinischer oder französischer Sprache verzeichnet. Als photomechanischer Nachdruck ist das Werk 1966/67 bei der Akademischen Druck- und Verlags-Anstalt in Graz erschienen.   

## Schriften
- Allgemeines Europäisches Bücher-Lexikon. 5 Bände und 3 Supplement-Bände. Leipzig 1742–1758.